# Merchas Doski
Merchas Doski (arabisch ميركاس دوسكي; * 7. Dezember 1999 in Hannover) ist ein irakisch-deutscher Fußballspieler.

## Karriere

### Verein
Doski begann seine Karriere beim SV Arminia Hannover. Zur Saison 2017/18 wechselte er zur zweiten Mannschaft des 1. FC Germania Egestorf/Langreder. Für diese kam er zu 21 Einsätzen in der sechstklassigen Landesliga. Zu Saisonende stieg er mit der Mannschaft aus der sechsthöchsten Spielklasse ab. Daraufhin wechselte er zur Saison 2018/19 zum sechstklassigen Heesseler SV. Für diesen kam er zu 29 Landesligaeinsätzen.
Zur Saison 2019/20 wechselte Doski zum fünftklassigen MTV Eintracht Celle. In Celle kam er in der abgebrochenen Saison 2019/20 zu 19 Einsätzen in der Oberliga. Zur Saison 2020/21 wechselte er nach Österreich zu den drittklassigen Amateuren des FC Wacker Innsbruck. Im Oktober 2020 stand er im ÖFB-Cup gegen den SV Stripfing erstmals im Kader der Profis. Sein Debüt in der 2. Liga für diese gab er im selben Monat, als er am sechsten Spieltag jener Saison gegen den FC Blau-Weiß Linz in der 32. Minute für Alexander Gründler eingewechselt wurde. Insgesamt kam er für Innsbruck zu zehn Zweitligaeinsätzen. Das finanziell gebeutelte Wacker konnte im April 2022 die Gehälter der Spieler nicht mehr bezahlen, woraufhin es den Spielern frei stand, den Klub zu verlassen. Doski machte von diesem Recht Gebrauch und beendete den Vertrag Anfang Mai 2022 vorzeitig.
Zur Saison 2022/23 wechselte er daraufhin nach Tschechien zum Erstligisten 1. FC Slovácko.

### Nationalmannschaft
Doski wurde im Februar 2022 erstmals für die irakische U-23-Auswahl nominiert und kam für diese im folgenden März zu seinen ersten drei Einsätzen während des Dubai-Cups. Im September 2022 gab er in einem Testspiel gegen den Oman sein Debüt im A-Nationalteam.